# Castricum
Castricum este o comună și o localitate în provincia Olanda de Nord, Țările de Jos. 

## Localități componente
Castricum, Akersloot, Bakkum, De Woude, Limmen.

## Personalități născute aici
- Teun Koopmeiners (n. 1998), fotbalist.